# سیارک ۱۲۱۳۸
سیارک ۱۲۱۳۸ (به انگلیسی: 12138 Olinwilson، نامگذاری:4053P-L) دوازده هزار و صد و سی و هشتمین سیارک کشف شده‌است که در ۲۴ سپتامبر ۱۹۶۰ کشف شد.